# Талышский народный календарь
Талышский народный календарь — календарный свод обычаев, предписаний, поверий, связанных с повседневной жизнью талышей.

## Календарь
Первым подробным отражением талышского народного календаря является работа профессора Гамаршаха Джавадова «Талыши (Историко-этнографическое исследование)» 2004 года, где приведены основные элементы талышского календаря, поверья и ритуалы. Позже в 2011 году вышла статья «Народный календарь талышей Азербайджана» исследователя Абилова И.Ш. корректирующая и дополняющая работу Джавадова. Обе эти работы указывают, что талышский народный календарь ещё ожидает своего полного и досконального изучения, так как многие элементы слабо изучены. Также требуется описание народного календаря талышей Ирана.
Жизнедеятельность талышей побудила их создать календарь, связанный с хозяйственной жизнью. Календарь талышей основывался не только на сельскохозяйственных процессах, таких как вспашка, посадка, полив и кошение, но и на чисто экономических привычках, таких как перемещение скота на летние и зимние пастбища. Именно поэтому этот календарь, как и у других народов, у талышей называют национальным земледельческим календарём. У талышей год основан на солнечном календаре, состоящем из четырех сезонов и двенадцати месяцев, имеющем названия сезонов, месяцев и дней.
Талыши разделяют год на четыре сезона и называют их «әвәсор» (весна), «товыстон» (лето), «поз» (осень) и «зымыстон» (зима).

## Зима
21 декабря в день зимнего солнцестояния у талышей начинается «зымыстон» (зима) в «Чыла шав» («Ночь чыла») — самую длинную ночь года. В ночь на «Чыла шав» талыши встречают зиму, никто не спит, взрослые рассказывают детям народные сказки, устраивают игры. Также в этот вечер в каждом доме разрезают арбуз, который специально хранили для этого праздника. Рассвет солнца знаменует победу добра над злом, в древности этот праздник был посвящён Митре.
Зима у талышей подразделяется на пять периодов: «јолә чылә» («большая чыла») — 40 дней, «рукә (гәдә) чылә» («младшая (маленькая) чыла») — 20 дней; «тәјә зымыстон» («пустая зима») — 10 дней; «әвәсорә вәчә» («поросль весны») — 10 дней; «идәвә» («канун праздника Навуза») — 10 дней.

### Јолә чылә
«Јолә чылә» начинается 21 декабря и продолжается сорок дней. Про данный период зимы есть разные поверья. Талыши говорят, что «јолә чылә» мужественная, а «рукә чылә» коварна. Связано это с тем, что на «јолә чылә» погода холодная, но стабильная, а в «рукә чылә» же дуют сильные ветры, погода непостоянна и капризна.

#### Хыдыри ид
Между периодами «јолә чылә» и «рукә чылә» наступает период из семи дней посвящённый мифологическому герою Хыдыр Наби. Период приходится на 3-4 дня «јолә чылә» и оставшиеся на начало «рукә чылә».

### Рукә чылә
«Рукә чылә» является вторым периодом зимы и длится двадцать дней. По поверьям если «јолә чылә» пройдёт умеренной, то «рукә чылә» будет суровой и наоборот.

### Тәјә зымыстон
Третий период зимы, когда особо суровые периоды зимы уже прошли наступает он и длится десять дней. Из названия исходит, что осталась только «пустая зима».

#### Чыл кындә
С этим же периодом связан период «чыл кындә» («сорок пней»). Название периода связана с тем, что погода непредсказуема и чтобы пережить это время нужно подготовить заранее сорок пней для печи. Талыши говорят: «Чыл кындән сә бе, зымыстон сә ныбе» («И сорок пней закончилось, а зима не закончилась»).

### Әвәсорә вәчә
Четвёртый период зимы, который длится десять дней. Этот период зимы связан с приходом «дыздә раһан» («теплый пар»), благодаря которому тает снег. В этот период уже не страшно выпадение снега т.к. он быстро тает.

### Идәвә
Пятый и последний период зимы в который осуществляется подготовка к празднованию Новруза в течение десяти дней. Талыши в этот период наводят дома порядок, готовят сладости к столу, красят яйца, подготавливают самани (проросшая пшеница).
Перед наступлением непосредственно Нового года в талышском народном календаре есть ещё несколько праздников. По Г. Джавадову праздунуются четыре последние среды года предшествующие празднику Нәвузу (Новруз). Первая среда посвящена воде «ови кул», вторая — огню «отәши кул», третья — земле «хоки кул», четвёртая — ветру «вој кул».
По исследованию Абилова И.Ш. такое описание не вполне корректно. Последовательность сред приведена в обратном порядке, а четыре среды у талышей объединены в две, из которых празднуется только одна. Ранее ещё праздновали 2 последние среды года — «канә кул» («старый куль») или «һә кул» («ослиный куль»), который включал «вој кул» и «хоки кул» и «тожә кул» («новый куль»), которая объединяла две другие. Тожә кул включает сегодня праздник «Кулә шәв» («ночь куль»), который отмечают со вторника на среду и «Кулә ид» («праздник куль») или «Кулә руж» «(день куль»), который выпадает на среду. Праздник «Кулә шәв» посвящён огню т.е. является «отәши кул», а «Кулә ид» — воде т.е. является «ови кул». С Тожа кулем связано особое существо, известное в Южном Талышистане, – Чошамба хатун.
Праздничные даты народного календаря талышей чаще всего разделяются на два события: «идә руж» (день праздника) или просто ид (праздник) и «идә шәв» (ночь праздника). «Идә шәв» праздников народного календаря проходит в ночь накануне самого праздника и часто является более значимым, нежели «идә руж».
Исследователь Игбал Абилов указывает, что праздники народного календаря талышей в большинстве своём связаны с доисламскими верованиями народа. С приходом новой религии (ислама), старая религия стала играть в жизни местного населения меньшую роль, и её обрядовый цикл, вместе с перевоплощением (и значительной утерей) своего религиозного характера, постепенно был сокращен.

### Кулә шәв
В особенности отмечаемый талышами праздник наступает в ночь последнего вторника на среду перед Новрузом. Талыши в этот день днем посещают кладбище и читают молитвы, поминая усопщих. А уже ночью начинают праздничные гуляния. Зажигают семь костров и прыгая через них произносят: «Кули-кули чошәмбәли, дарды-бәлон бә канә сорон!» («кули-кули, среда, горести и беды - в старые года!»), тем самым происходит обряд очищения огнём. В этот же вечер вся семья собирается за праздничным столом. Считается, что где бы ты ни был, ты должен постараться провести этот вечер в кругу семьи, в противном случае несколько лет не сможешь проводить его с семьёй.
Если «Кулә шәв» совпадает с Навузом, то год ожидается очень удачным.

## Весна
21 марта в день весеннего равноденствия и по завершении всех обрядов наступает праздник прихода весны Нәвуз (Новый год). Приметами прихода весны талыши считали по появлению в лесах фиалок, прилёта ласточек и аистов.

### Чәһәрфәсл
После Новруза наступает особый период чәһәрфәсл («четыре сезона») - 4 дня, каждый из которых последовательно соответствует весне, лету, осени и зиме. Каким образом пройдут эти дни, такой и ожидается погода каждой соответствующей поры нового года.
Весна у талышей делится на три периода в зависимости от хозяйственных работ. Первый период от 21 марта до 15 апреля, характеризуется посевом бобовых. Второй период с 16 апреля по начало мая и называется «биҹорә рынә» или «тукә рынә» («время посадки риса»). Третий период с конца мая по 20 июня охватывает созревание бобовых, уборкой ячменя и пшеницы.
Как указывает Абилов И.Ш. на 13 день после Новруза в Южном Талышистане отмечается «Синза руж» («тринадцатый день») – тринадцатый день нового года. Т.к. тринадцать считается плохим числом, талыши в этот день предпочитают быть не дома, а на природе. Если в Северном Талышистане «самани» (проросшую пшеницу) выбрасывают или садят во дворе через два-три дня после Новруза, то здесь домашние загадывают желания и завязывают на самани (называемое здесь сабзи) узлы по количеству желаний, а потом неженатые дети пускают его по реке на «Синза руж».

## Лето
21 июня в день летнего солнцестояния у талышей начинается «товыстон» (лето). Лето делится на два периода. Первый период с 21 июня по 15 августа называется «товыстони ҹәлҹәли» («разгар лета») и на него приходятся самые жаркие дни и самое большое количество сельскохозяйственных работ. Второй период начинается с 16 августа «думәзанде вахт» («время, когда родился хвост») или по-другому «думдәбијә рынә» (время, когда замёрз хвост). Название связано с деятельностью пастухов, которые заканчивали стрижку овец на лугу до того, как замерзал хвост. В этот период жара спадает и приходит прохладная погода.

## Осень
21 сентября в день осеннего равноденствия у талышей начинается «поз» (осень). Осень продолжается до 21 декабря. Из-за похолодания и близкого прихода зимы талыши осенью заканчивали сельскохозяйственные работы, скотоводы возвращались с летних и расселялись на зимних пастбищах. С укорочением дней, похолоданием погоды, началом дождей и отлётом перелётных птиц талыши определяли наступление осеннего сезона. По цветению мушмулы определяли период посещения горячих источников. Либо когда зацветало дерево айвы то это означает приход речной рыбы и талыши начинали ловить рыбу. В начале осени начинается сбор риса.